# 詹森林
詹森林（1957年7月10日—），中華民國民法學者，曾任國立臺灣大學法律學院院長、律師。其早年取得國立臺灣大學法學學士、碩士，嗣於擔任律師業務數年，赴德國法蘭克福大學取得法學博士，返臺後任教於國立臺灣大學法律學系，2016年獲中華民國總統蔡英文提名並經立法院同意出任司法院大法官。
詹森林為自由主義者，表態支持廢除死刑及支持同性婚姻，其指出應維護任何人對性傾向的認同，可修正民法讓同性婚姻合法化，也主張性別平等，傳統上女性常被剝奪祭祀公業繼承權，他認為傳統文化應該與時俱進，兩性相關權利應相同；在確保「人倫秩序」基礎上，他支持代理孕母；對於安樂死議題亦表態支持。在2024年憲法法庭審理的死刑釋憲案中，詹於言詞辯論中提出大法官未必要與人民民意妥協、判決亦可以是一種憲法教育，在審理該判決的12位大法官中，詹森林是唯一認定死刑制度違反《中華民國憲法》保障生命權意旨，並提出部分不同意見者。
然而，針對國會改革法案事件中，關於對於總統赴立法院的國情報告、國會調查權等，大法官判決認為立法院的修法有諸多違憲，但詹森林在此則提出不同意見；其認為多數大法官的意見，將引發總統與立法院間緊張關係，並易使大法官被捲入政治漩渦，更是憾事 。詹森林並在不同意見書中指出，我國總統並非只是虛位元首，憲法及增修條文賦與總統許多重大行政權，雖未直接課予總統應對立法院負責的憲法義務，仍可立法落實聽取總統國情報告，實踐有權即有責的政治常識及貫徹權利分立與制衡。另外，對於國會調查權中，要求官員陳述真實也不認為違憲。

## 立法院同意權審查詢答軼事
在立法院「大法官同意權審查詢答」時，無黨籍立委陳超明請詹森林背出大法官的職權，「趕快用背的，背出來」，詹森林不假思索，立刻背出：「第一、解釋憲法；第二、統一解釋法律及命令；第三、審理...」陳超明打斷：「偉大的候選人，你以為我不懂啊？我還要聽你背一次啊？」網友認為陳在無理取鬧，明明自己要詹森林「趕快用背的，背出來」，卻在詹森林背誦時刁難。然後陳又教訓詹森林「三民主義讀一下嘛」，還說三民主義是「民有、民治、民享」，再次出錯，但是三民主義是民族主義、民權主義、民生主義，再次引發網友熱議。陳超明回應，他當時是要詹說出「大法官須超出黨派以外，獨立行使職權，不受任何干涉。」陳超明強調，自己當時回應的是「你以為我不懂」，而非媒體誤傳的「我聽不懂」。對於三民主義的爭議，陳超明則坦言自己「說錯了」，他會承認這個錯誤。

## 主要著作
- 《民事法理與判決研究（七）：消費者保護法專論》
- 《民事法與消費者保護》

其餘著作以與其他學者合著為主。